# 衡炎古道衡阳段
衡炎古道衡阳段又称御祭古道衡阳段，是唐代以来皇帝诏命官员祭祀炎帝陵的古道在衡阳境内的一段。

## 历史沿革
从唐代以来，逐步形成了皇帝诏命官员祭祀炎帝陵的“御祭”制度。
地方政府会在通往炎帝陵的路线上修建道路，方便御祭官的前进。
但随着近代京广铁路修成后，衡炎古道的功能开始衰退，被湮没于森林之中。

## 发掘过程
2010年，炎陵县文物单位发现御祭古道的炎陵段。
2015年，衡南县文物局也在衡南县宝盖镇三峰寨、九冈岭等处发现衡炎古道遗址。

## 建筑构成
古道的炎陵县桥头岭段是以鹅卵石铺砌，斜坡处以石垒级,牢固坚实。
古道的宝盖镇段，存有10余座明清石拱桥和板桥，20余处凉亭和寺庙，10多口古井。
古道的宝盖镇双园村段有一座乾隆壬戌年所立的指路碑，碑上标示证明衡炎古道可通往安仁、耒阳、郴州和江西。